# Archanioł Canetoli
Archanioł Canetoli (ur. 1460 w Bolonii, zm. 16 kwietnia 1513 w Gubbio) – włoski duchowny, wyznawca, prezbiter. Błogosławiony Kościoła Katolickiego.

## Biografia
Od 29 września 1484 przebywał w zgromadzeniu kanoników regularnych w klasztorze Najświętszego Zbawiciela w Wenecji, a potem pełnił funkcję wikariusza klasztoru św. Daniela w Padwie. Zmarł 16 kwietnia 1513 roku. Pochowano go w klasztorze św. Ambrożego w Gubbio. Został beatyfikowany przez papieża Benedykta XIV 2 października 1748 roku.